# Mjöbäck
Mjöbäck är en tätort  i Svenljunga kommun och kyrkbyn i Mjöbäcks socken. 

## Historia
I slutet av 1800-talet byggdes järnvägar och 1899 kom den till Mjöbäck. Det var Falkenbergs järnväg som byggdes ut och efter hand nådde Limmared. Järnvägen lades ner 1961.

### Befolkningsutveckling
| Befolkningsutvecklingen i Mjöbäck 1960–2020                       | Befolkningsutvecklingen i Mjöbäck 1960–2020 | Befolkningsutvecklingen i Mjöbäck 1960–2020 | Befolkningsutvecklingen i Mjöbäck 1960–2020 | Befolkningsutvecklingen i Mjöbäck 1960–2020 |
| ----------------------------------------------------------------- | ------------------------------------------- | ------------------------------------------- | ------------------------------------------- | ------------------------------------------- |
|                                                                   |                                             |                                             |                                             |                                             |
| År                                                                |                                             |                                             | Folkmängd                                   | Areal (ha)                                  |
| 1960                                                              | 1960                                        |                                             | 195                                         | ¤                                           |
| 1970                                                              | 1970                                        |                                             | 229                                         |                                             |
| 1975                                                              | 1975                                        |                                             | 274                                         |                                             |
| 1980                                                              | 1980                                        |                                             | 325                                         |                                             |
| 1990                                                              | 1990                                        |                                             | 343                                         | 68                                          |
| 1995                                                              | 1995                                        |                                             | 339                                         | 70                                          |
| 2000                                                              | 2000                                        |                                             | 320                                         | 70                                          |
| 2005                                                              | 2005                                        |                                             | 294                                         | 70                                          |
| 2010                                                              | 2010                                        |                                             | 294                                         | 70                                          |
| 2015                                                              | 2015                                        |                                             | 300                                         | 77                                          |
| 2020                                                              | 2020                                        |                                             | 298                                         | 80                                          |
| Anm.: Ny tätort 1970 ¤ Som tätortsbebyggelse med 150-199 invånare |                                             |                                             |                                             |                                             |

## Samhället
I orten finns Mjöbäcks kyrka.
Tidigare hade orten en skola för årskurserna 0-3, Mjöbäcks skola. Skolan lades ner efter vårterminen 2024 inför att Högvadskolan i Överlida skulle invigas följande höst. Detta var en del i en omgörning av de kommunala skolorna i Svenljunga kommuns södra del där fem skolor slogs ihop till två (Högvadskolan i Överlida och Kindaholmskolan i Östra Frölunda). Efter nedläggningen gjordes skolan om till förskola, Mjöbäcks förskola.

## Näringsliv
Ett stort företag på orten är Västkuststugan AB, som grundades 1932.
Fler företag som även de är verksamma inom trähusindustri är Borohus AB, Mjöbäcks Entreprenad AB, SkönaHus AB samt ArvidHus.